# Anales fragmentarios de Irlanda
Los Anales fragmentarios de Irlanda es un compendio de crónicas medievales en idioma irlandés medio procedentes de varios anales irlandeses y varias historias narrativas. Fueron compiladas en el reino de Osraige, probablemente durante el reinado de Donnchad mac Gilla Pátraic (m. 1039), rey de Osraige y rey de Leinster. 
Los anales fragmentarios se copiaron en 1643 para el reverendo John Lynch por Dubhaltach Mac Fhirbhisigh de un vellum del siglo XV que perteneció a Giolla na Naomh Mac Aodhagáin (Nehemias MacEgan). Mac Aodhagáin, que murió hacia 1443, era profesor de leyes Brehon en el condado de Ormonde. El único manuscrito que ha sobrevivido de los anales fragmentarios, que actualmente se encuentra en la Biblioteca Real de Bélgica en Bruselas, no pertenece a Mac Fhirbhisigh, es una obra de un escritor anónimo quien hizo una pobre copia del texto de Mac Fhirbhisigh, añadiendo comentarios al margen y un índice. El manuscrito (MS. 7, c. n. 17) está incompleto e incluye cinco fragmentos de anales a partir de 573 y finalizando en 914. Lo que ha sobrevivido se suma a la sinopsis de la hipotética Crónica de Irlanda.
Poco se sabe del ejemplar que trabajó Mac Fhirbhisigh. Parece que modernizó la ortografía del texto original como lo había copiado. Hay lacunae (lagunas) en apartados donde no se puede leer el ejemplar debido a su pobre conservación. El copista de Mac Fhirbhisigh añade fechas, que tomó de los anales de los cuatro maestros sin preocuparse de confirmar la fiabilidad de sus fuentes o corregir donde claramente se observaba un error. 
Los primeros fragmentos relatan principalmente hechos del norte de Uí Néill y pueden haber sido compilados en Ulster, pero el resto de fragmentos fueron evidentemente compilados en el reino de Osraige, que corresponde aproximadamente en extensión al último reino de Ormond. El autor de la compilación se basó en varias fuentes, algunas de las cuales (por ejemplo anales) eran más fiables y completas que otras (por ejemplo los trabajos de los bardos). Los fragmentos combinan registros analíticos aburridos con relatos románticos y vuelos extravagantes de gran imaginación en la forma única y típica de los anales irlandeses.